# Les Deux Alpes (Skigebiet)

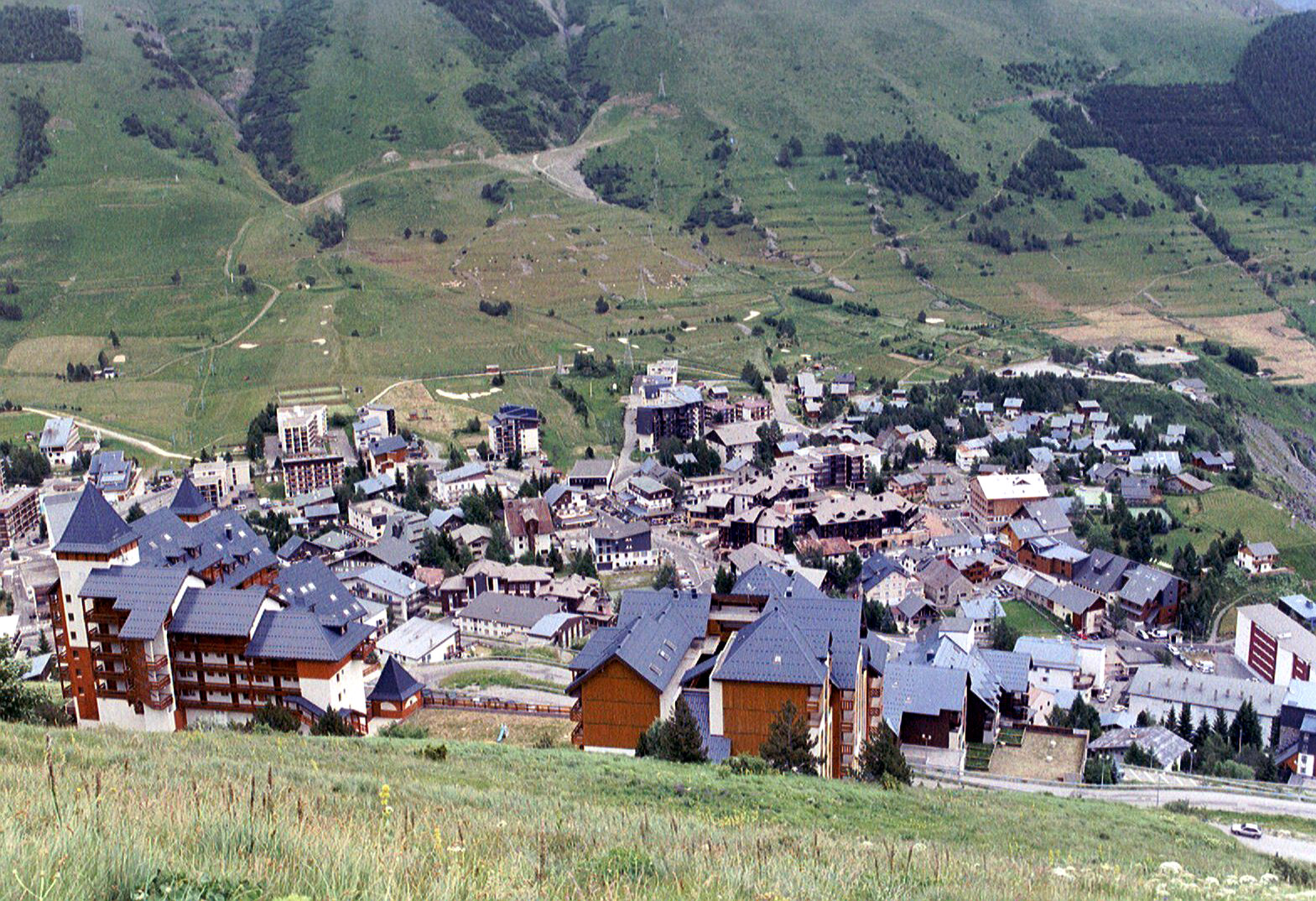
Les Deux Alpes

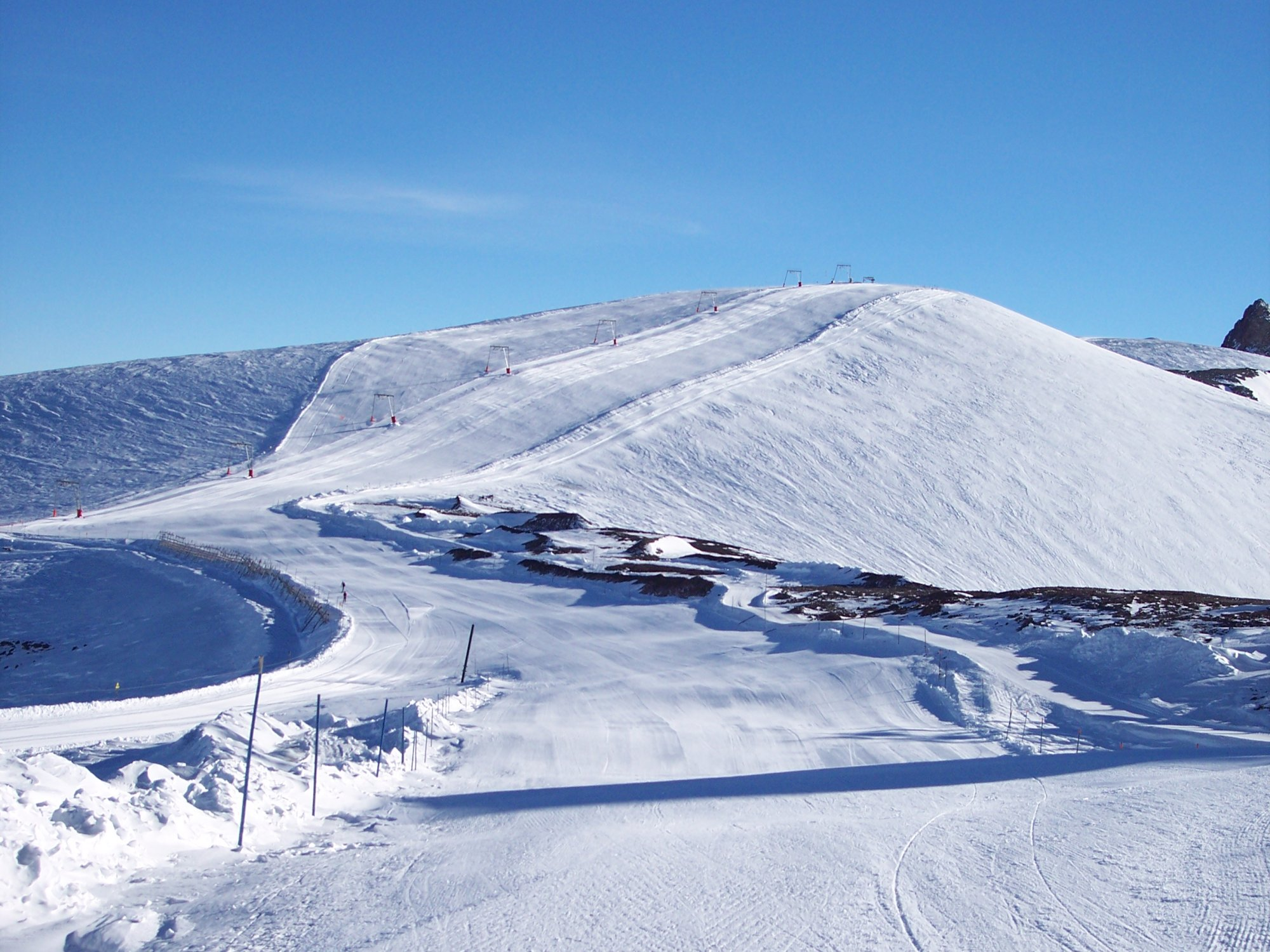
Der Gletscher am Dôme de la Lauze

Les Deux Alpes ist ein französisches Wintersportzentrum im Département Isère.
Das Dorf liegt in den Dauphiné-Alpen in einer Höhe von 1650 m im Angesicht des fast viertausend Meter hohen Berges La Meije. Zu Les Deux Alpes gehört einer der flächenmäßig größten Gletscher Europas. Das Gletscherskigebiet ist auch im Sommer geöffnet.
Les Deux Alpes entstand als zweiter französischer Wintersportort nach Chamonix und hat sich vor allem in den 1950er Jahren entwickelt.
Der Wintersportort hat 102 Skipisten (Schwierigkeitsgrade hellblau bis schwarz) mit einer Gesamtlänge von 220 km, drei Loipen mit einer Länge von 25 km. Das Gebiet wird von 51 verschiedenen Liften erschlossen, die z. T. bis in eine Höhe von 3.600 m hinaufführen. Für Freeskiing und Snowboarding existieren verschiedene Abfahrten. Der Snowpark von Les 2 Alpes gehört zu den größten der Alpen mit einer Superpipe, einem großen Slopestyle Park sowie einer Skicross-/Boardercross Strecke. In diesem Snowpark finden seit 2009 die deutschen Hochschulmeisterschaften im Freeskiing und Snowboarden im Rahmen des Unichamp statt. Oben auf dem Gletscher gibt es eine Verbindung in das Freeride-Gebiet La Grave.
Im Sommer startet jährlich das Mountainbike-Downhill-Rennen „Mountain of Hell“ für Profis und Amateure über 15 Jahre mit mehreren hundert Teilnehmern auf dem Gletscher in 3400 m Höhe über etwa 25 km Strecke, auch durch Orte, ins Tal bis auf 900 m hinunter. Beim Rennen am 3. Juli 2019 stürzten hunderte Teilnehmer vor der ersten Engstelle am Gletscher, doch es wurde kaum jemand ernsthaft verletzt. Sieger wurde Kilian Bron (F). Die schnellsten Fahrer brauchen etwa eine halbe Stunde und erreichen bis zu 120 km/h. Das für 27. Juni 2020 geplante 21. Rennen wurde wegen der Corona-Pandemie abgesagt.
Der Skipass „Grande Galaxie“ ist auch einen Tag in L’Alpe d’Huez, Serre Chevalier sowie Sestriere/Italien gültig.
Der Name der Station weist darauf hin, dass sie auf dem Gebiet der Hochgebirgsalmen ('deux Alpes', dt. zwei Almen) der tieferliegenden Orte Vénosc und Mont-de-Lans entstanden ist. Die aus beiden Orten gebildete Gemeinde Les Deux Alpes ist nach dem Wintersportgebiet benannt.
Der Ort ist als eine der anspruchsvollsten Bergankünfte der neueren Tour-de-France-Geschichte bekannt geworden. Der Anstieg ist etwa 9 km lang, wobei die mittlere Steigung ca. 8 % beträgt. Die maximale Steigung liegt bei 12,5 %.
Das Ortsbild von Les Deux Alpes ist nach wie vor von „Bausünden“ der 1960er und 1970er Jahre geprägt. In den letzten Jahren ist ein baulicher Trend zu Chalets und größeren Ferienwohnungen zu beobachten.
Es gibt etwa 20 Bars und Kneipen, einige Discotheken sowie 40 Restaurants.